# 고다이라 매장 정리
대수기하학에서 고다이라 매장 정리(小平[こだいら]埋藏定理, 영어: Kodaira embedding theorem)는 어떤 콤팩트 복소다양체가 복소 사영 대수다양체인지 여부에 대한 필요충분조건을 제시하는 정리다.

## 정의
콤팩트 켈러 다양체 {\displaystyle (M,\omega )}의 켈러 형식 {\displaystyle \omega }가 정수 코호몰로지의 원소라고 하자. 즉,
{\displaystyle \omega \in H^{2}(M;\mathbb {Z} )/\operatorname {Tors} (H^{2}(M;\mathbb {Z} ))}
이다. (콤팩트 다양체의 켈러 형식은 거듭제곱하여 부피 형식이 되므로, 꼬임 부분군에 속할 수 없다.) 이 경우, {\displaystyle M}은 충분히 큰 차원의 복소수 사영 공간 {\displaystyle \mathbb {C} P^{n}}의 부분공간으로 해석적으로 매장할 수 있고, 저우 정리(Chow's theorem)에 따라서 이 매장은 대수적이다. 즉, {\displaystyle M}은 사영 대수다양체를 이룬다.
이렇게, 켈러 형식이 정수 코호몰로지에 속하는 켈러 다양체를 호지 다양체(영어: Hodge manifold)라고 한다. 즉, 고다이라 매장 정리에 따르면, 호지 다양체는 사영 대수다양체를 이룬다.

## 역사
고다이라 구니히코가 고다이라 소멸 정리를 사용하여 1954년 증명하였다.

## 같이 보기
- 호지 구조